# シルクロード基金
シルクロード基金（シルクロードききん、中国語: 丝路基金、英語: Silk Road Fund）は、一帯一路構想の枠組みに沿い、アジア地域のインフラ開発に投融資を行う中華人民共和国の国有投資ファンドである。

## 概要
2014年12月に国家外貨管理局（65%）、 中国投資（15%）、中国輸出入銀行（15%）、中国開発銀行（5%）が出資し、400億米ドルの資金規模で設立された。
2017年11月、アメリカ合衆国大統領のドナルド・トランプの訪中にあわせ、ゼネラル・エレクトリック（GE）とエネルギーインフラ共同投資プラットフォームの設立協定に調印した。

## 主な投資実績
- ケニアの首都ナイロビと南東部の港湾都市モンバサを結ぶ鉄道建設[3]
- ノヴァテクが計画するヤマルLNGプロジェクトに9.9%出資[4]
- シブール・ホールディング（ロシア語版）の株式10％を取得[5]。